# James F. Simmons

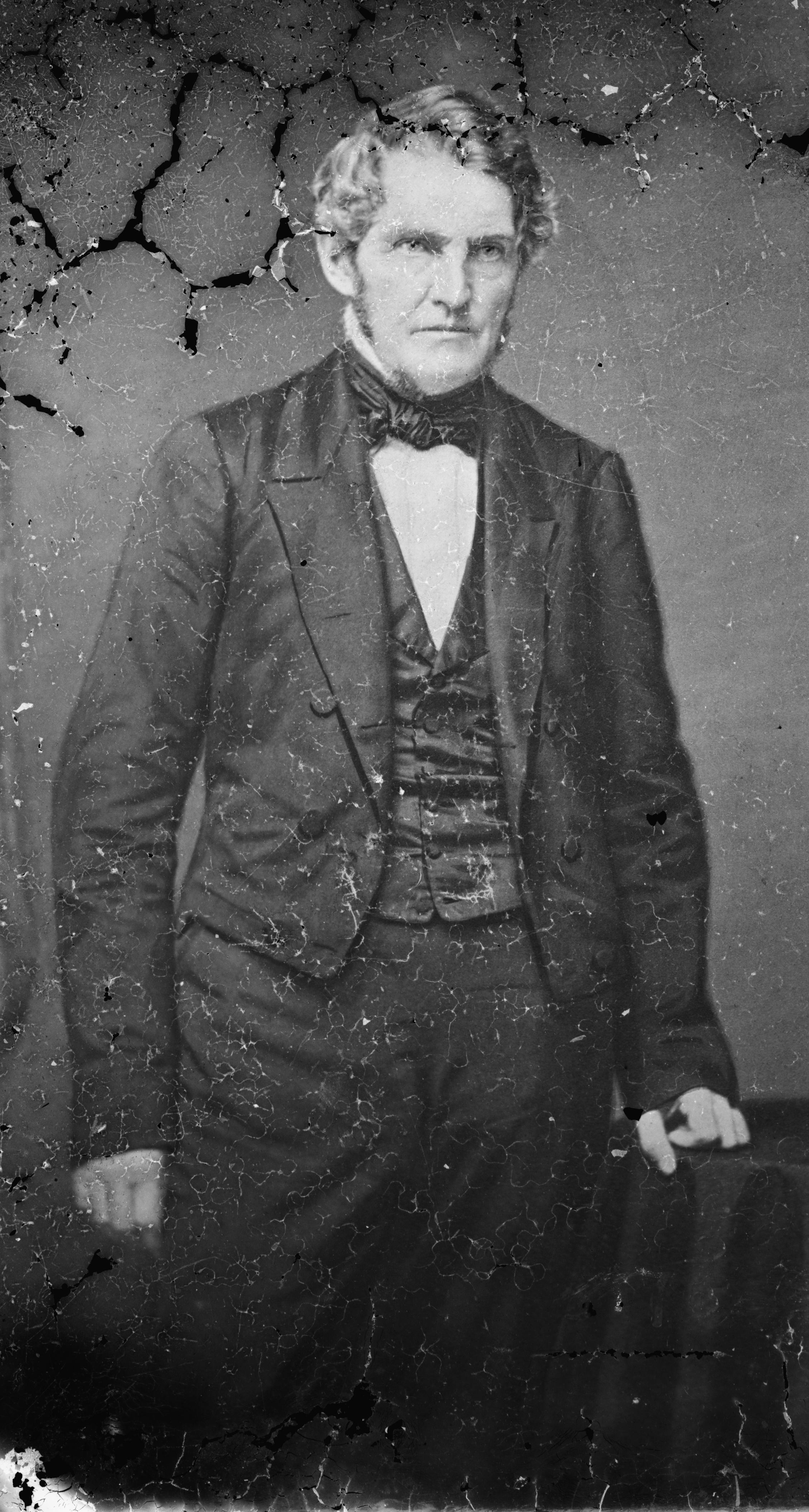
James F. Simmons

James Fowler Simmons, född 10 september 1795 i Newport County, Rhode Island, död 10 juli 1864 i Johnston, Rhode Island, var en amerikansk politiker. Han representerade delstaten Rhode Island i USA:s senat 1841-1847 och 1857-1862.
Simmons gick i skola i Newport. Han flyttade 1812 till Providence. Han var verksam inom trådtillverkningen och jordbrukssektorn.
Simmons gick med i whigpartiet. Han efterträdde 1841 partikamraten Nehemiah R. Knight som senator för Rhode Island. Han efterträddes sex år senare av John Hopkins Clarke.
Simmons bytte parti till republikanerna och tillträdde 1857 på nytt som senator. Han avgick 1862 och efterträddes av Samuel G. Arnold.
Simmons grav finns på North Burial Ground i Providence.